# Кларк, Джим
Джеймс (Джим) Кларк-мла́дший (англ. James "Jim" ("Jimmy") Clark, Jr, 4 марта 1936, Файфшир — 7 апреля 1968, трасса Хоккенхайм) — шотландский фермер, автогонщик, двукратный чемпион мира по автогонкам в классе Формула-1 (сезоны 1963 и 1965 годов), победитель «Инди 500» (1965), победитель кузовных British Tour Car Championship 1964 (на Lotus Cortina). Многими гонщиками Формулы-1 признан самым талантливым за всю историю, трёхкратный чемпион Формулы-1 Джеки Стюарт признает Кларка лучшим гонщиком из всех с кем ему доводилось состязаться. Некоторые рекорды Джима Кларка не побиты никем до сих пор: 8 больших шлемов (поул-позиция, победа, быстрейший круг, лидирование в каждом круге всей гонки) — ближайшие преследователи Альберто Аскари и Михаэль Шумахер имеют по 5 больших шлемов (учитывая 9 сезонов, 73 Гран-при Кларка против 19 сезонов, 308 Гран-при Шумахера), наибольший процент кругов лидирования в сезоне — 71,47 % (сезон 1963 года), разделяет 5-кратную победу в Гран-при Великобритании с Аланом Простом (учитывая 9 сезонов Кларка против 13 сезонов Проста). По процентному соотношению поул-позиций к Гран-при в 45,21 % уступает только Аргентинскому «Маэстро» Хуану-Мануэлю Фанхио с 55,77 %, превосходя таких гонщиков как Айртон Сенна с 40,12 %, Альберто Аскари с 42,42 %, Льюис Хэммильтон с 30,94 %, Себастьян Феттель с 26,74 % и Михаэль Шумахер с 22,08 %. Вместе с Колином Чепменом признан лучшей связкой конструктор-гонщик.

## Карьера

### До Формулы-1
Джим Кларк безмерно любил и уважал своих родителей и свою семью. Они были для него образцом для подражания, примером правильного поведения и даже нравственности. Это была очень замкнутая семья, которая требовала многого от него, и как говорила его девушка Салли Стоукс, Джим иногда чувствовал, что они ожидали слишком многого. Однако он вел себя очень осмотрительно и всегда старался произвести правильное впечатление дома. Салли была среди тех друзей, которые научились быть осторожными и не затрагивать особенно чувствительных моментов.
Доверие и вера были основой культуры в семье Кларка.
Джим был на хорошем счету в школьных спортивных секциях, сестра Бетти рассказывала, что у него было хорошее чувство равновесия, и он был быстр и ловок. Он обычно побеждал её в настольный теннис на большом коричневом обеденном столе. Когда приходили гости, он включался в горячую игру во французский крикет или в теннис на широкой лужайке Эддингтона. Чтобы поиграть в теннис более серьёзно, они ездили на велосипеде на травяной корт к Эддингтонскому мукомольному цеху, где он играл хорошо, не считая склонности к ударам в крикетном стиле. Дождливые дни означали многочасовые партии в «Монополию». Летом были долгие разговоры, собаки, с которыми нужно было гулять, и животные, за которыми - ухаживать. Детство проходило в деревенской идиллии: мало волнений, много тесных семейных отношений.
Кларк был хорош не только на трассе, но и в ралли, в автомобильных заездах, подъёмах на холм, а позже и в гонках спортивных машин. В тот момент, когда он оказывался за рулем и падал флаг, все страхи мгновенно исчезали, но сначала его наставнику стоило огромных усилий заставить его там оказаться.
Выступления Джима Кларка в автоспорте начались с довольно незначительных соревнований, но уже в 1958 он присоединился к «Porsche». Несмотря на то, что родители Джима были против автоспортивной карьеры сына, молодой Джим Кларк вскоре начал выступать за команду «Border Reivers» и в 1959 году занял 10 место в 24 часах Ле-Мана.

### «Формула-1» (Lotus)
В 1960 Джим Кларк согласился выступать за «Aston Martin GP», но команда прекратила своё существование, и Кларк стал выступать за «Lotus» в «Формуле-2» и «Junior Racing». Тогда же начались и первые выступления в Формуле-1 (Джим Кларк начал выступать с четвёртого этапа сезона 1960). На Гран-при Португалии 1960 года шотландец занял третье место, а в общем зачёте стал десятым. В «Junior Racing» поделил чемпионский титул с Тревором Тэйлором. Кроме того, вместе с Роем Сальвадори Кларк стал третьим в Ле-Мане. Однако 24 часа Ле-Мана крайне не понравились Кларку, и вскоре выступления в этой серии прекратились.
Сезон 1961 года ознаменовал 1,5-литровую эру в Формуле-1. Джим Кларк получил возможность принять участие во всех Гран-при сезона. Дважды за сезон он приехал на подиум, а внезачётная гонка в По была им выиграна. На Гран-при Италии 1961 года Кларк столкнулся с Вольфгангом фон Трипсом. Машина Трипса вылетела в толпу зрителей, и он, а также 15 зрителей, погибли. Кларк же оказался в шоковом состоянии, но не был травмирован и смог принять участие в американском Гран-при. В общем зачёте Кларк стал седьмым. После этого он выиграл три внезачётные гонки в Южной Африке.

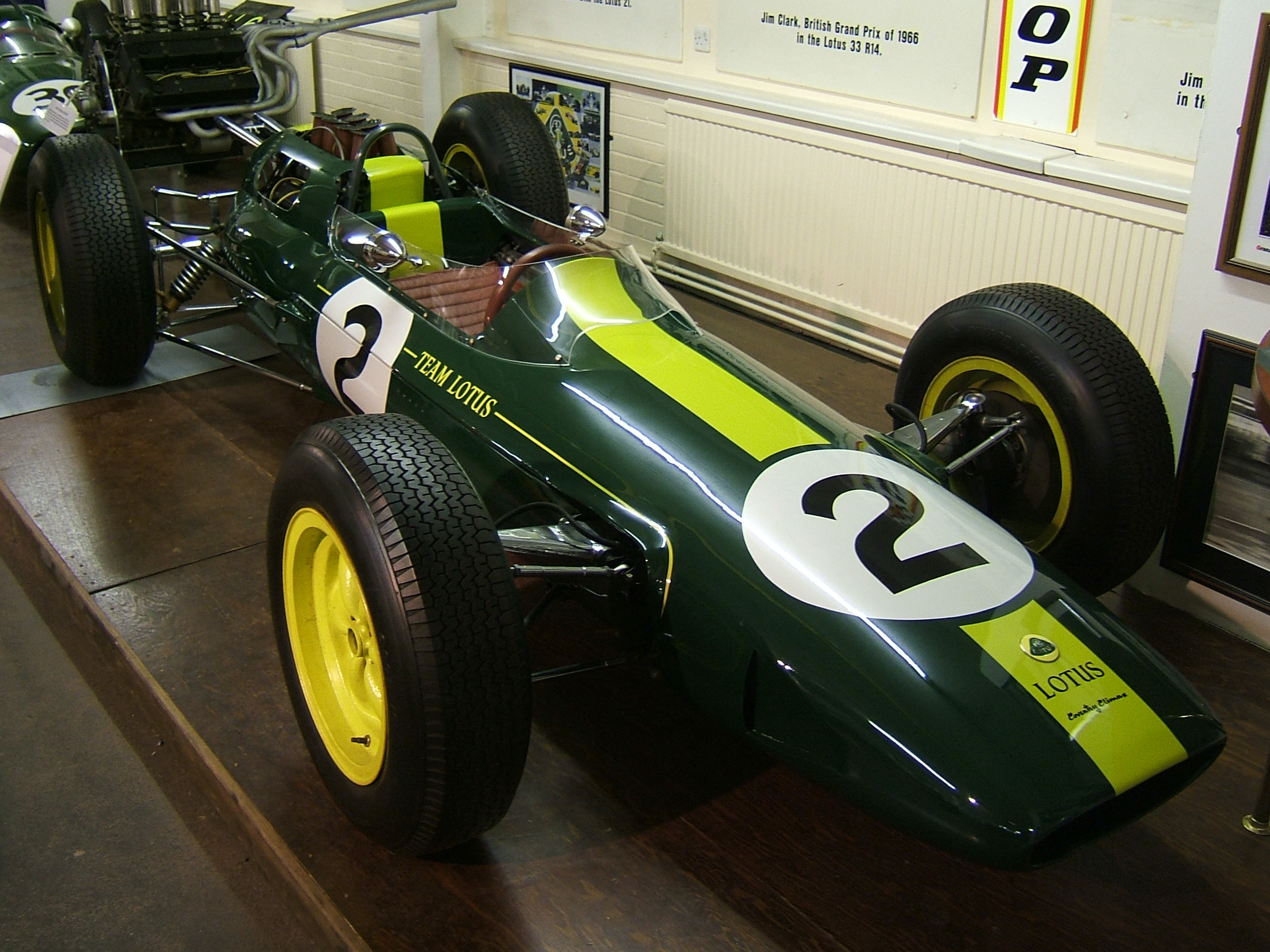
Lotus 25, на котором Кларк выиграл чемпионский титул в 1963 году

B 1962 году Колин Чепмен построил Lotus 25 — одну из лучших машин в истории Формулы-1. На этой машине Джим Кларк провёл полный сезон. Он был одним из претендентов на титул, выиграл три гонки, но сход при старте с поула на Гран-при ЮАР лишил Кларка шансов титул: чемпионом стал Грэм Хилл (BRM). Но уже в 1963 году Кларк выиграл семь гонок из десяти и стал чемпионом мира. Никто другой просто не был претендентом на титул: даже занявший второе место Грэм Хилл отстал от Джима на 27 очков. Кроме чемпионата мира, Джим Кларк выиграл пять внезачётных гонок, а также гонку в «ChampCar», посвящённую памяти Тони Беттенхаузена, погибшего в Индианаполисе в 1961. В гонке «500 миль Индианаполиса», прошедшей до этого, Кларк стал вторым.
Кларк был невероятно стабилен и предельно аккуратен за рулем гоночного болида. Джон Купер, один из основателей формульной команды Cooper, весьма метко описал его манеру пилотирования: «Кларк лежит в своей машине и едет так, что скорость почти не ощущается. Это все равно, что управлять самолетом. Он входил в поворот на определенных оборотах и на определенных оборотах из него выходил. Научный подход к вождению. Все превосходно, но совершенно не впечатляет». Именно умение просчитывать все до мелочей, чувствовать каждой клеточкой организма возможности автомобиля и оценивать трассу до миллиметров отличали шотландца от современников, которые могли быть быстрее в отдельно взятом повороте, но в итоге проигрывали ему по результатам круга. Так, например, в 1963 году на Гран-при Бельгии Джим откровенно «проспал» старт и ушёл в первый поворот последним, что не помешало ему в условиях ливня уже к семнадцатому кругу оставить всех соперников в зеркале заднего вида и с легкостью выиграть гонку.

Многие обозреватели считают французскую гонку ярким проявлением способности Кларка справляться с любыми обстоятельствами. После квалификации, довольно плотной но все равно выигранной Кларком, старта и лидерства Кларка гонка выглядела вполне предсказуемой до тринадцатого круга, когда двигатель Climax V8 начал пропускать зажигание на оборотах ниже 8000 об/мин. Потеряв диапазон в 1500 оборотов Кларк тут же сменил стиль пилотирования, тормозя интенсивнее и переключая передачи на более высоких оборотах, и в результате он вновь начал проходить круги со временем, не уступающим конкурентам. И Джим выиграл.

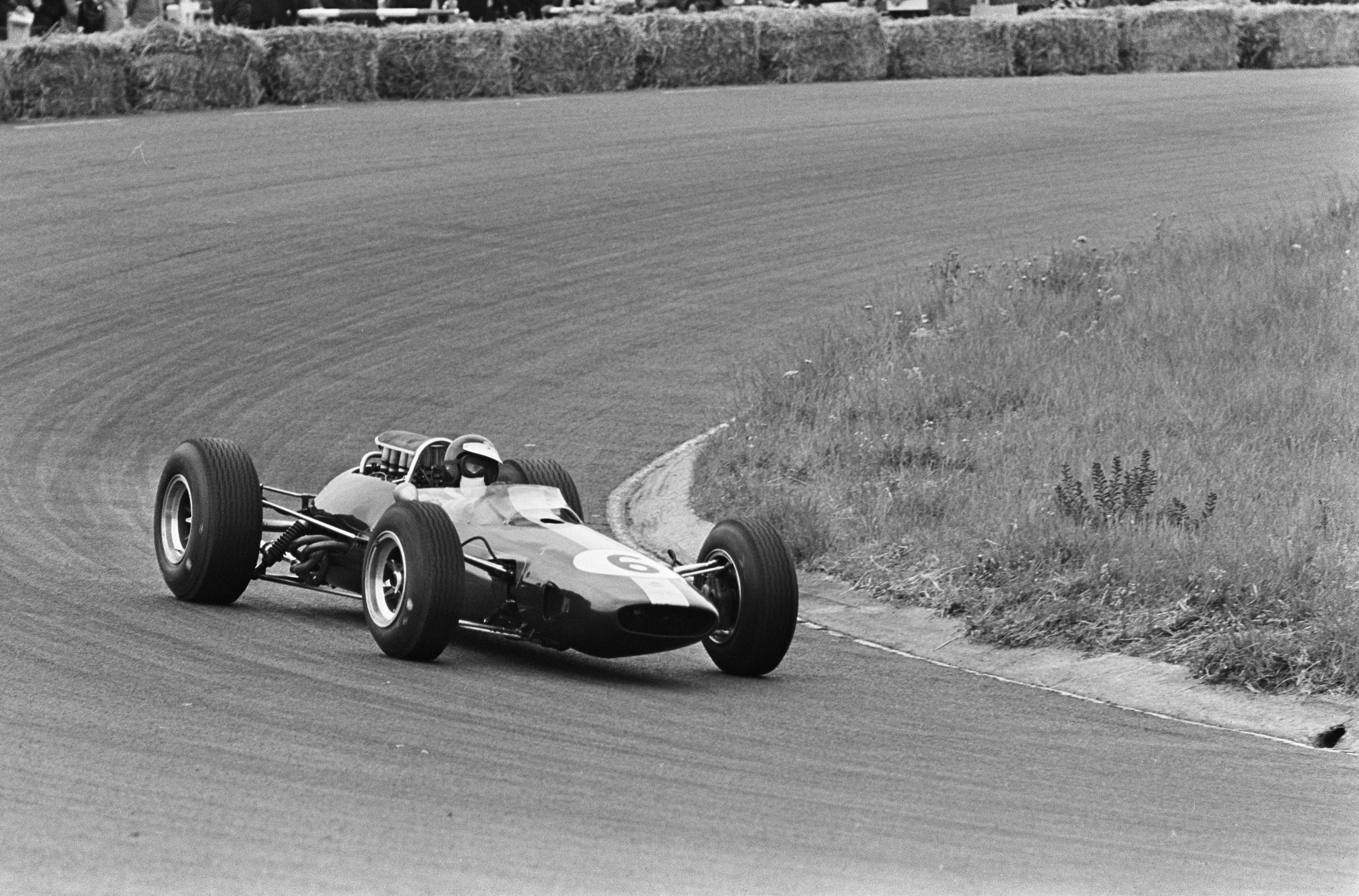
Lotus 33, на котором Кларк выиграл Чемпионат Формулы-1 1965 года.

В 1964 Джим Кларк был одним из фаворитов и одержал три победы, но многочисленные сходы (связанные прежде всего с тем, что команда перешла с Lotus 25 на менее надёжный Lotus 33) привели к тому, что шотландец в сезоне стал лишь третьим. Чемпионский титул сенсационно достался Джону Сёртису. Гран-при Великобритании Джим выиграл на трёх колёсах. Чемпионат был проигран, и в 1965 году Чепмен и Кларк отправились на зимний чемпионат «Tasman Series». Кларк стал победителем, выиграв пять гонок, и сезон 1965 принёс ему второй чемпионский титул. Джим выиграл шесть Гран-при в первых семи гонках (Гран-при Монако он пропустил, чтобы принять участие в гонке «500 миль Индианаполиса», которую он выиграл на специально подготовленном болиде Lotus 38), и технические сходы в оставшихся трёх этапах нисколько не смогли помешать шотландцу стать двукратным чемпионом.
В 1965 году Чепмен и Кларк перед Гран-при Франции встретились на авиашоу Le Bourget с Юрием Гагариным. 1966 год стал переломным в истории Формулы-1. Полуторалитровая эра сменилась трёхлитровой. В этих условиях лидировать стал Джек Брэбем, до этого уже выигравший два чемпионских титула, а теперь выступавший за собственную команду «Brabham». А команда «Lotus» оказалась в середине таблицы. Джим Кларк стал в общем зачёте только шестым, пять раз сошёл, на Гран-при Франции не стартовал, и лишь трижды был в очках (четвёртое место в Великобритании, третье — в Нидерландах, победа в США). Пример почти чудесного мастерства Джима Кларка описывает Морис Филипп, конструктор из «Lotus», который отвечал за машину для Индианаполиса-1966. Во время пробных тестов в Снеттертоне, открытой всем ветрам трассе на аэродроме в Норфолке, недалеко от штаб-квартиры «Lotus» в Хетеле, машину Джима развернуло в быстром левом повороте после шпильки. Филипп и Колин Чепмен были встревожены, уверенные в том, что в инциденте пострадали и гонщик, и машина. Они прошли по «восьмеркам», которые оставляли шины, но когда они добрались до места, то не увидели ни обломков, ни гонщика. Трасса была окружена метровым земляным валом, и они поняли, что машина прошла сквозь дыру в нём около 20 футов шириной — ровно столько, сколько нужно, чтобы позволить ей протиснуться боком. Она лежала по другую сторону от него, практически неповрежденная, а Джимми, стоявший рядом, выглядел скромно и смущенно.
Он признал ошибку. Его шины Firestone недостаточно прогрелись и были ещё не в лучшем состоянии. Филипп был заинтригован, обнаружив, что чёрные следы от шин стали серыми в середине вращения, там, где он отпустил тормоза в критической точке, чтобы направить машину в проем. Джим спокойно согласился, что он сделал это, чтобы спасти машину и себя, и даже несмотря на то, что Филипп скептически относился к тому, что человек способен восстановить в памяти ситуацию после такого жесткого вращения, доказательства были очевидны. Позже тем же днем, когда рутина тестов опять шла своим чередом, то же самое повторилось вновь. Джима развернуло на подходе к тому же повороту. Характерный шум большого метанолового V-8 внезапно прервался, и все команда «Lotus» бросилась к тому месту, где на этот раз должна была произойти катастрофа, только для того, чтобы увидеть там Джима с точно таким же смущенным выражением лица. Ещё одна линия следов шин выдавал похожее на первое вращение, и ещё одна аккуратно припаркованная неповрежденная машина. Проем в насыпи требовал исключительной точности, чтобы избежать контакта, и, тем не менее, Джим Кларк сумел проделать это дважды в течение одного дня. После первого случая Филипп мог сказать: «Просто чудесная удача, молодец», — и починить машину. После второго: «Я понял, что, вне всяких сомнений, в кокпите у нас сидит кто-то особенный».
В 1967, однако, команда «Lotus» сумела восстановить былые кондиции. Джим Кларк одержал четыре блестящие победы, но чемпионом стать не смог: Lotus 49 был быстрым, но ненадёжным, из шести поулов только два завершились победой, и выиграли вновь пилоты «Brabham», на этот раз — Денни Халм.

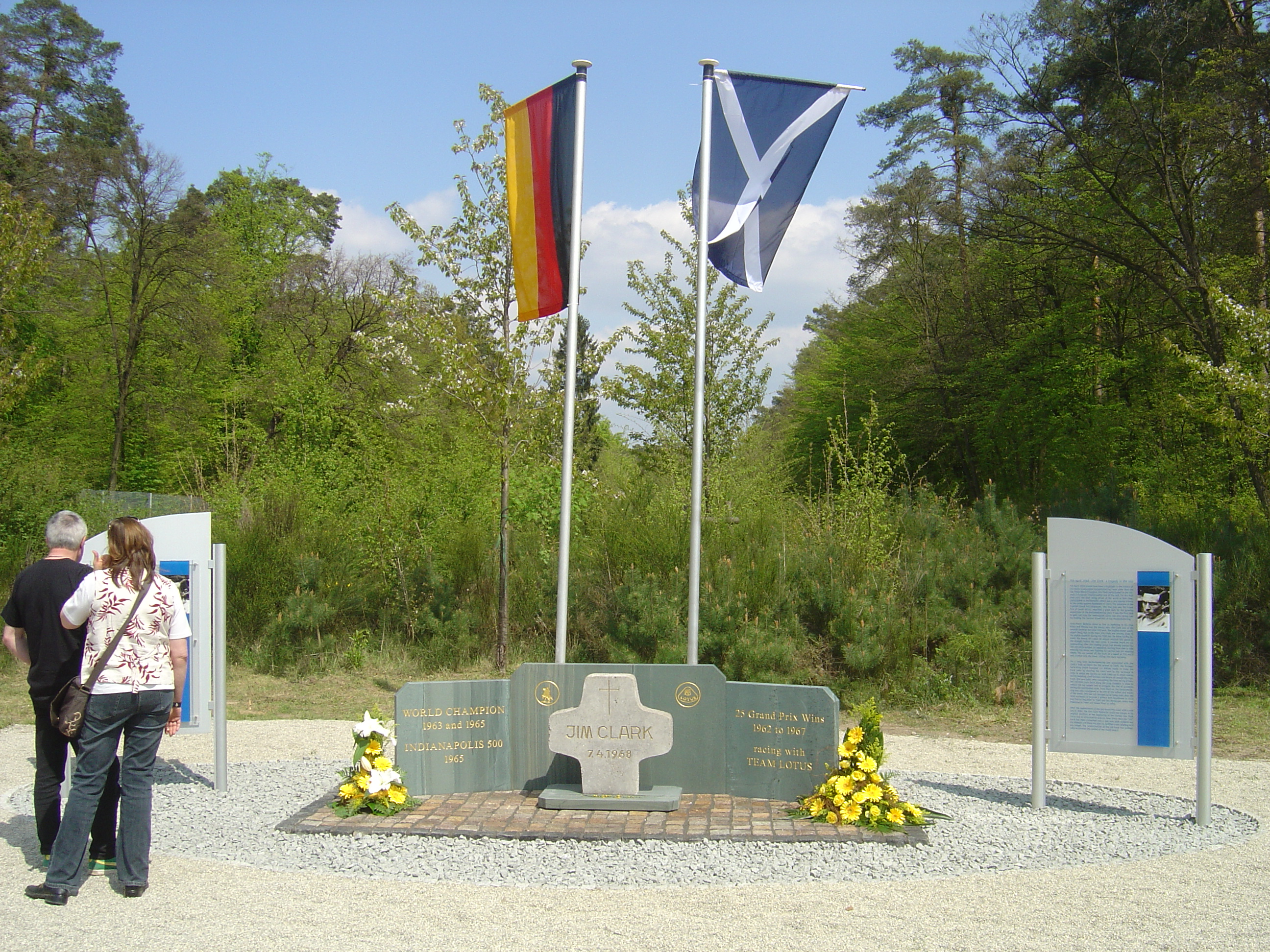
Памятный крест на трассе Hockenheim

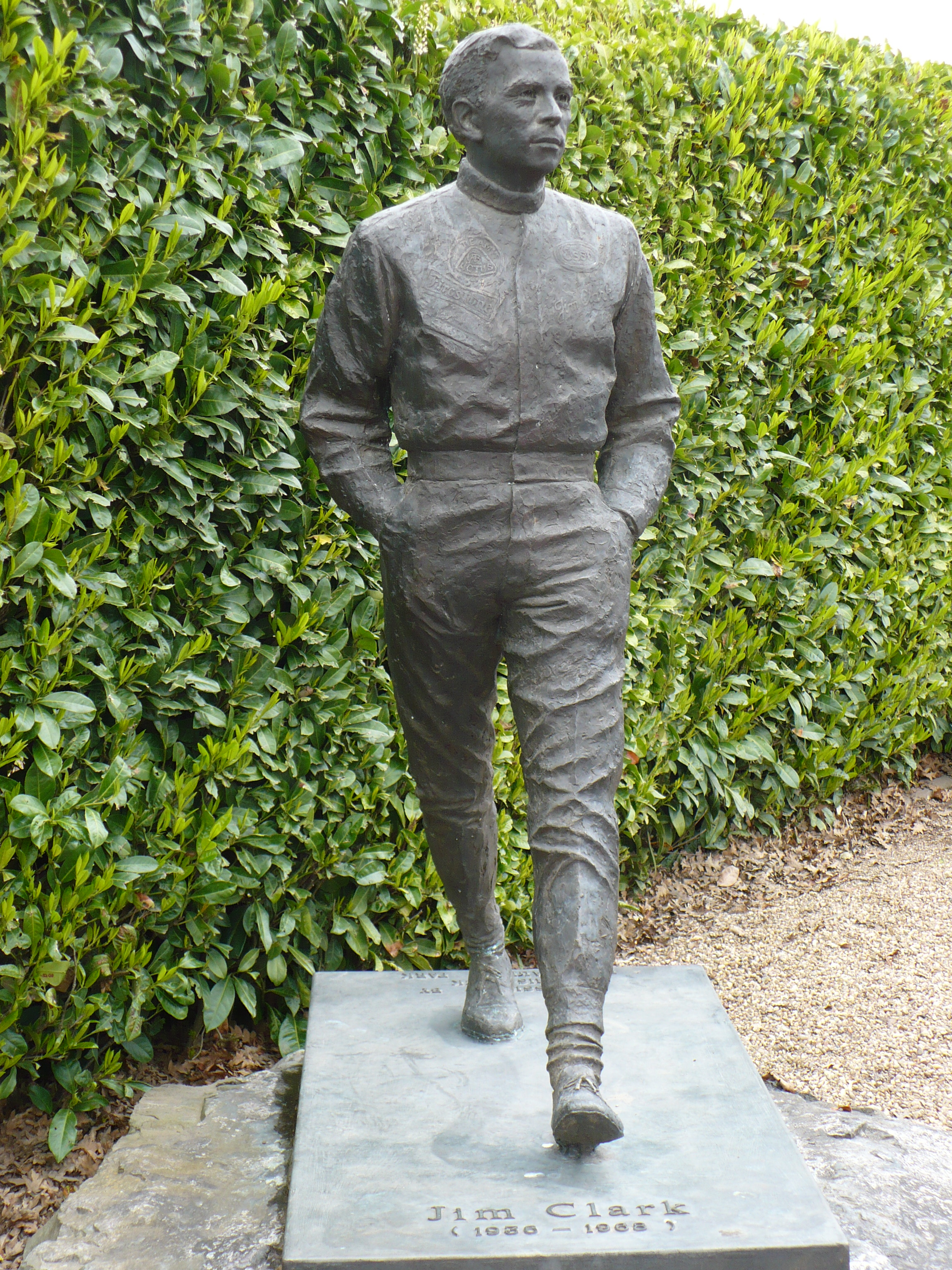
Памятник в родной деревне Kilmany

Наступил 1968 год, и первым же значительным спортивным событием стало Гран-при ЮАР. Победу одержал Джим Кларк, и это была его 25-я победа. Рекорд Хуана-Мануэля Фанхио был побит. До Гран-при Испании оставалось целых четыре месяца, и Кларк одержал четыре победы в «Tasman Series», став двукратным чемпионом, а затем выиграл гонку «Формулы-2» в Барселоне. Но это было его последнее спортивное достижение: на следующей гонке в Хоккенхайме в первом дождевом заезде Джим Кларк не справился с управлением. Фред Гэмбел, международный директор по мотоспорту компании Goodyear в 1960-е годы, написал журналу ON TRACK письмо, от 23 мая 1993 года, где оно было опубликовано под заголовком «Время правды». Это то, что Фред хотел выделить: «Об обстоятельствах смерти Джима Кларка… возможно настало время сказать правду. […] Его автомобиль имел неисправности задней подвески, к сожалению это одно из частых мест поломки блестящего, но недостаточно крепкого болида Лотус тех времён. После аварии покатились слухи о проблеме с шиной. Инженеры компании Firestone показали мне шины с автомобиля Кларка. Они не были спущенными, но были потёртости, которые говорили о том, что автомобиль понесло в сторону после поломки в подвеске. Джими имел бы шанс вырулить с проколом или с дефляцией, но поломка в подвеске была гораздо более сложным случаем, что не давало ему контролировать автомобиль». Автомобиль заскользил боком в направлении левой обочины, ударился о дерево боком и развалился на три части. В результате столкновения гонщик погиб. Сейчас на месте его гибели установлен памятный крест.
«Джим Кларк был исключительным и истинно одаренным гонщиком» — пятикратный чемпион Формулы 1 Хуан Мануэль Фанхио.
«Он был тихий, скромный, с хорошими манерами и он был очень, очень хороший друг, но еще более он был замечательным пилотом. Его два чемпионских титула просто не отражают уровень его мастерства» — трёхкратный чемпион Формулы 1 Джеки Стюарт.

«В ходу истории, как Стюарт рассказывал об опаснейшем моменте, который возник у него в Монце в повороте Curva Grande, когда заклинило педаль газа. Если сейчас этот поворот легко проходится на полном газу, то тогда это был действительно непростой скоростной поворот. Стюарт рассказал, что проехал это место каким-то чудом, чем вызвал аплодисменты собравшихся. А затем Кларк сказал: „Джеки, а что, ты обычно там тормозишь?”».

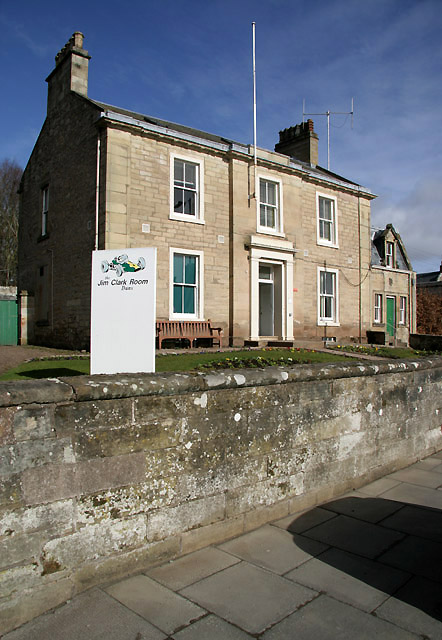
The Jim Clark Room at Duns — Музей-комната Джима Кларка в селе Данс

## Результаты выступлений в «Формуле-1»

### Результаты выступлений в чемпионате мира
| Легенда к таблице |                                                                    |
| --- | ------------------------------------------------------------------ |
| В таблице перечислены результаты всех Гран-при Формулы-1, в которых принимал участие гонщик. Строками таблицы являются сезоны, столбцами — этапы чемпионата мира. В каждой клетке указаны сокращённое название этапа и результат, дополнительно обозначенный цветом. Расшифровка обозначений и цветов представлена в нижеследующей таблице. |                                                                    |
| \| Пример \| Описание \| \| ------------ \| ------------------------------------------------------------------ \| \| 1 \| Победитель \| \| 2 \| Второе место \| \| 3 \| Третье место \| \| 5 \| Финишировал, заработав очки \| \| Сход \| Не финишировал, но при этом заработал очки \| \| 12 \| Финишировал, не получив очков \| \| НКЛ \| Финишировал, но не попал в финальную классификацию \| \| 15 \| Участвовал вне зачёта, либо по отдельной классификации \| \| 18 \| Не финишировал, но попал в финальную классификацию \| \| Сход \| Не финишировал \| \| НКВ \| Не прошёл квалификацию \| \| НПКВ \| Не прошёл предквалификацию \| \| ДСК \| Дисквалифицирован \| \| ИСК \| Исключён из протокола соревнований \| \| ТТ \| Заявлен для участия только в тренировках \| \| НС \| Участвовал в квалификации, но не стартовал в гонке \| \| Т \| Травмирован или болен \| \| ОТК \| Отказ от участия \| \| НТР \| Прибыл на соревнования, но на трассу не выезжал \| \| НПР \| Был заявлен в числе участников, но не прибыл к началу соревнований \| \| О \| Соревнования отменены \| \| \| Не участвовал \| \| Поул-позиция \| \| \| Быстрый круг \| \| |                                                                    |
| Пример | Описание                                                           |
| 1 | Победитель                                                         |
| 2 | Второе место                                                       |
| 3 | Третье место                                                       |
| 5 | Финишировал, заработав очки                                        |
| Сход | Не финишировал, но при этом заработал очки                         |
| 12 | Финишировал, не получив очков                                      |
| НКЛ | Финишировал, но не попал в финальную классификацию                 |
| 15 | Участвовал вне зачёта, либо по отдельной классификации             |
| 18 | Не финишировал, но попал в финальную классификацию                 |
| Сход | Не финишировал                                                     |
| НКВ | Не прошёл квалификацию                                             |
| НПКВ | Не прошёл предквалификацию                                         |
| ДСК | Дисквалифицирован                                                  |
| ИСК | Исключён из протокола соревнований                                 |
| ТТ | Заявлен для участия только в тренировках                           |
| НС | Участвовал в квалификации, но не стартовал в гонке                 |
| Т | Травмирован или болен                                              |
| ОТК | Отказ от участия                                                   |
| НТР | Прибыл на соревнования, но на трассу не выезжал                    |
| НПР | Был заявлен в числе участников, но не прибыл к началу соревнований |
| О | Соревнования отменены                                              |
| | Не участвовал                                                      |
| Поул-позиция |                                                                    |
| Быстрый круг |                                                                    |

| Сезон | Команда    | Шасси    | Двигатель                   | Ш | 1        | 2        | 3      | 4        | 5        | 6        | 7        | 8        | 9        | 10       | 11    | 12  | Место | Очки    |
| ----- | ---------- | -------- | --------------------------- | - | -------- | -------- | ------ | -------- | -------- | -------- | -------- | -------- | -------- | -------- | ----- | --- | ----- | ------- |
| 1960  | Team Lotus | Lotus 18 | Coventry-Climax FPF 2,5 L4  | D | АРГ      | МОН      | 500    | НИД Сход | БЕЛ 5    | ФРА 5    | ВЕЛ 16   | ПОР 3    | ИТА      | США 16   |       |     | 10    | 8       |
| 1961  | Team Lotus | Lotus 21 | Coventry-Climax FPF 1,5 L4  | D | МОН 10   | НИД 3    | БЕЛ 12 | ФРА 3    | ВЕЛ Сход | ГЕР 4    | ИТА Сход | США 7    |          |          |       |     | 7     | 11      |
| 1962  | Team Lotus | Lotus 25 | Coventry-Climax FWMV 1,5 V8 | D | НИД 9    | МОН Сход | БЕЛ 1  | ФРА Сход | ВЕЛ 1    | ГЕР 4    | ИТА Сход | США 1    | ЮАР Сход |          |       |     | 2     | 30      |
| 1963  | Team Lotus | Lotus 25 | Coventry-Climax FWMV 1,5 V8 | D | МОН 8    | БЕЛ 1    | НИД 1  | ФРА 1    | ВЕЛ 1    | ГЕР (2)  | ИТА 1    | США (3)  | МЕК 1    | ЮАР (1)  |       |     | 1     | 54 (73) |
| 1964  | Team Lotus | Lotus 25 | Coventry-Climax FWMV 1,5 V8 | D | МОН 4    | НИД 1    | БЕЛ 1  | ФРА Сход | ВЕЛ 1    |          |          | ИТА Сход | США Сход |          |       |     | 3     | 32      |
| 1964  | Team Lotus | Lotus 33 | Coventry-Climax FWMV 1,5 V8 | D |          |          |        |          |          | ГЕР Сход | АВТ Сход |          | США 7    | МЕК Сход |       |     | 3     | 32      |
| 1965  | Team Lotus | Lotus 33 | Coventry-Climax FWMV 1,5 V8 | D | ЮАР 1    | МОН      | БЕЛ 1  |          | ВЕЛ 1    | НИД 1    | ГЕР 1    | ИТА 10   | США Сход | МЕК Сход |       |     | 1     | 54      |
| 1965  | Team Lotus | Lotus 25 | Coventry-Climax FWMV 1,5 V8 | D |          |          |        | ФРА 1    |          |          |          |          |          |          |       |     | 1     | 54      |
| 1966  | Team Lotus | Lotus 33 | Coventry-Climax FWMV 2,0 V8 | F | МОН Сход | БЕЛ Сход | ФРА НС | ВЕЛ 4    | НИД 3    | ГЕР Сход |          |          |          |          |       |     | 6     | 16      |
| 1966  | Team Lotus | Lotus 43 | BRM P75 3,0 H16             | F |          |          |        |          |          |          | ИТА Сход | США 1    | МЕК Сход |          |       |     | 6     | 16      |
| 1967  | Team Lotus | Lotus 43 | BRM P75 3,0 H16             | F | ЮАР Сход |          |        |          |          |          |          |          |          |          |       |     | 3     | 41      |
| 1967  | Team Lotus | Lotus 33 | Coventry-Climax FWMV 2,0 V8 | F |          | МОН Сход |        |          |          |          |          |          |          |          |       |     | 3     | 41      |
| 1967  | Team Lotus | Lotus 49 | Ford Cosworth DFV 3,0 V8    | F |          |          | НИД 1  | БЕЛ 6    | ФРА Сход | ВЕЛ 1    | ГЕР Сход | КАН Сход | ИТА 3    | США 1    | МЕК 1 |     | 3     | 41      |
| 1968  | Team Lotus | Lotus 49 | Ford Cosworth DFV 3,0 V8    | F | ЮАР 1    | ИСП      | МОН    | БЕЛ      | НИД      | ФРА      | ВЕЛ      | ГЕР      | ИТА      | КАН      | США   | МЕК | 11    | 9       |

### Внезачётные гонки «Формулы-1»
| Год  | Команда    | Шасси    | Двигатель                | 1       | 2       | 3       | 4       | 5       | 6       | 7     | 8     | 9      | 10      | 11    | 12      | 13      | 14     | 15    | 16      | 17    | 18    | 19    | 20    | 21    |
| ---- | ---------- | -------- | ------------------------ | ------- | ------- | ------- | ------- | ------- | ------- | ----- | ----- | ------ | ------- | ----- | ------- | ------- | ------ | ----- | ------- | ----- | ----- | ----- | ----- | ----- |
| 1960 | Team Lotus | Lotus 18 | Climax FPF 2.5 L4        | GLV     | INT     | SIL Ret | LOM 2   | OUL Ret |         |       |       |        |         |       |         |         |        |       |         |       |       |       |       |       |
| 1961 | Team Lotus | Lotus 18 | Climax FPF 1.5 L4        | LOM 6   | GLV     | PAU 1   | BRX Ret | VIE     | AIN 9   | SYR 6 | NAP   | LON    |         |       |         | DAN 7   |        |       |         |       |       |       |       |       |
| 1961 | Team Lotus | Lotus 21 | Climax FPF 1.5 L4        |         |         |         |         |         |         |       |       |        | SIL 2   | SOL 7 | KAN Ret |         | MOD 4  | FLG 4 | OUL Ret | LEW   | VAL   | RAN 1 | NAT 1 | RSA 1 |
| 1962 | Team Lotus | Lotus 21 | Climax FPF 1.5 L4        | CAP 2   |         |         |         |         |         |       |       |        |         |       |         |         |        |       |         |       |       |       |       |       |
| 1962 | Team Lotus | Lotus 24 | Climax FWMV 1.5 V8       |         | BRX Ret | LOM 1   | LAV     | GLV     | PAU Ret | AIN 1 | INT 2 | NAP    |         |       |         |         |        |       |         |       |       |       |       |       |
| 1962 | Team Lotus | Lotus 25 | Climax FWMV 1.5 V8       |         |         |         |         |         |         |       |       |        | MAL Ret | CPL   | RMS Ret | SOL Ret | KAN    | MED   | DAN     | OUL 1 | MEX 1 | RAN 1 | NAT 2 |       |
| 1963 | Team Lotus | Lotus 25 | Climax FWMV 1.5 V8       | LOM 2   | GLV     | PAU 1   | IMO 1   | SYR     | AIN 3   | INT 1 | ROM   | SOL NC | KAN 1   | MED   | AUT Ret | OUL 1   | RAN 16 |       |         |       |       |       |       |       |
| 1964 | Team Lotus | Lotus 25 | Climax FWMV 1.5 V8       | DMT Ret | NWT 1   | SYR     |         | INT Ret |         | MED 2 | RAN   |        |         |       |         |         |        |       |         |       |       |       |       |       |
| 1964 | Team Lotus | Lotus 33 | Climax FWMV 1.5 V8       |         |         |         | AIN Ret |         | SOL 1   |       |       |        |         |       |         |         |        |       |         |       |       |       |       |       |
| 1965 | Team Lotus | Lotus 33 | Climax FWMV 1.5 V8       | ROC Ret | SYR 1   |         |         |         |         |       |       |        |         |       |         |         |        |       |         |       |       |       |       |       |
| 1965 | Team Lotus | Lotus 25 | Climax FWMV 1.5 V8       |         |         | SMT 1   | INT     | MED 2   | RAN     |       |       |        |         |       |         |         |        |       |         |       |       |       |       |       |
| 1966 | Team Lotus | Lotus 33 | Climax FWMV 2.0 V8       | RSA     | SYR     | INT     | OUL 3   |         |         |       |       |        |         |       |         |         |        |       |         |       |       |       |       |       |
| 1967 | Team Lotus | Lotus 49 | Ford Cosworth DFV 3.0 V8 | ROC     | SPR     | INT     | SYR     | OUL     | ESP 1   |       |       |        |         |       |         |         |        |       |         |       |       |       |       |       |

Примечание
- ↑  — После того, как Кларк был дисквалифицирован за фальстарт, он передал машину Тревору Тейлору.

### Комментарии
1. ↑  До 1990 года в зачёт чемпионата мира в гонках Формулы-1 шли не все очки, заработанные гонщиком, а лишь несколько лучших результатов (см. Система начисления очков в Формуле-1). Число вне скобок означает очки, зачтённые в чемпионате, число в скобках обозначает общее количество очков, заработанных гонщиком в сезоне.
2. 1 2 3 4 5 6 7 8  Завоевал «большой шлем»: стартовал с поул-позиции, лидировал на финише каждого круга гонки и победил, показав при этом быстрый круг.
3. 1 2 3  Совершил «хет-трик»: стартовал с поул-позиции, показал быстрый круг в гонке и победил.
4. 1 2 3 4 5  Лидировал на каждом круге гонки.
5. ↑  После 44-го круга Кларк передал автомобиль Спенсу.
6. ↑  После 44-го круга Спенс передал автомобиль Кларку.